# Meridià 84 a l'oest
El meridià 84 a l'oest de Greenwich és una línia de longitud que s'estén des del pol Nord travessant l'oceà Àrtic, Amèrica, l'oceà Atlàntic, l'oceà Pacífic, l'oceà Antàrtic, i l'Antàrtida fins al pol Sud.
El meridià 84 a l'oest forma un cercle màxim amb el meridià 96 a l'est. Com tots els altres meridians, la seva longitud correspon a una semicircumferència terrestre, uns 20.003,932 km. Al nivell de l'Equador, és a una distància del meridià de Greenwich de 9.351 km.

## De Pol a Pol
Començant en el pol Nord i dirigint-se cap al pol Sud, aquest meridià travessa:
| Coordenades                             | País, territori o mar    | Notes |
| --------------------------------------- | ------------------------ | --- |
| 90° 0′ N, 84° 0′ O / 90.000°N,84.000°O  | Oceà Àrtic               | |
| 82° 22′ N, 84° 0′ O / 82.367°N,84.000°O | Canadà                   | Nunavut — Ellesmere i illa Landslip |
| 76° 25′ N, 84° 0′ O / 76.417°N,84.000°O | Estret de Jones          | |
| 75° 49′ N, 84° 0′ O / 75.817°N,84.000°O | Canadà                   | Nunavut — Illa Devon |
| 74° 32′ N, 84° 0′ O / 74.533°N,84.000°O | Estret de Lancaster      | |
| 73° 31′ N, 84° 0′ O / 73.517°N,84.000°O | Canadà                   | Nunavut — Illa de Baffin |
| 69° 59′ N, 84° 0′ O / 69.983°N,84.000°O | Estret de Fury and Hecla | |
| 69° 46′ N, 84° 0′ O / 69.767°N,84.000°O | Canadà                   | Nunavut — península de Melville (terra ferma) i illa Vansittart |
| 65° 45′ N, 84° 0′ O / 65.750°N,84.000°O | Conca de Foxe            | |
| 65° 11′ N, 84° 0′ O / 65.183°N,84.000°O | Canadà                   | Nunavut — Illa Southampton |
| 63° 39′ N, 84° 0′ O / 63.650°N,84.000°O | Estret de Fisher         | |
| 62° 30′ N, 84° 0′ O / 62.500°N,84.000°O | Badia de Hudson          | Passa a l'oest de Illa de Coats, Nunavut, Canadà (a 62° 26′ N, 83° 57′ O / 62.433°N,83.950°O) |
| 55° 16′ N, 84° 0′ O / 55.267°N,84.000°O | Canadà                   | Ontario — continent i St. Joseph Island |
| 46° 6′ N, 84° 0′ O / 46.100°N,84.000°O  | Estats Units             | Michigan |
| 45° 57′ N, 84° 0′ O / 45.950°N,84.000°O | Llac Huron               | |
| 45° 29′ N, 84° 0′ O / 45.483°N,84.000°O | Estats Units             | Michigan Ohio — des de 41° 43′ N, 84° 0′ O / 41.717°N,84.000°O Kentucky — des de 38° 47′ N, 84° 0′ O / 38.783°N,84.000°O Tennessee — des de 36° 35′ N, 84° 0′ O / 36.583°N,84.000°O Carolina del Nord — des de 35° 26′ N, 84° 0′ O / 35.433°N,84.000°O Geòrgia — des de 35° 0′ N, 84° 0′ O / 35.000°N,84.000°O Florida — des de 30° 40′ N, 84° 0′ O / 30.667°N,84.000°O |
| 30° 5′ N, 84° 0′ O / 30.083°N,84.000°O  | Golf de Mèxic            | |
| 22° 41′ N, 84° 0′ O / 22.683°N,84.000°O | Cuba                     | |
| 21° 59′ N, 84° 0′ O / 21.983°N,84.000°O | Mar Carib                | Passa a l'oest de les Illes del Cisne, Hondures (a 17° 25′ N, 83° 57′ O / 17.417°N,83.950°O) |
| 15° 33′ N, 84° 0′ O / 15.550°N,84.000°O | Hondures                 | |
| 14° 45′ N, 84° 0′ O / 14.750°N,84.000°O | Nicaragua                | |
| 10° 45′ N, 84° 0′ O / 10.750°N,84.000°O | Costa Rica               | Passa a l'est de San José (a 9° 55′ N, 84° 4′ O / 9.917°N,84.067°O) |
| 9° 20′ N, 84° 0′ O / 9.333°N,84.000°O   | Oceà Pacífic             | Passa a l'oest de l'illa del Caño, Costa Rica (a 8° 43′ N, 83° 54′ O / 8.717°N,83.900°O) |
| 60° 0′ S, 84° 0′ O / 60.000°S,84.000°O  | Oceà Antàrtic            | |
| 73° 22′ S, 84° 0′ O / 73.367°S,84.000°O | Antàrtida                | Territori Antàrtic Xilè, reclamat per Xile |